# Hồi quy Fibonacci

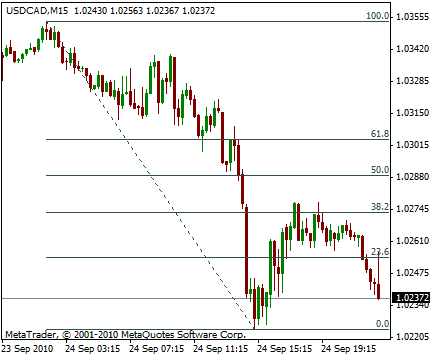
Các mức hồi quy Fibonacci chỉ ra cho cặp tiền tệ USD/CAD. Trong trường hợp này, giá giảm (thoái lui) ở mức xấp xỉ hồi quy Fibonacci 38,2% trước khi diễn biến tiếp.

Trong tài chính, hồi quy Fibonacci là một phương pháp của phân tích kỹ thuật để xác định các mức hỗ trợ và kháng cự. Chúng được đặt tên như vậy là do việc sử dụng chúng có liên quan tới các số trong dãy Fibonacci. Hồi quy Fibonacci dựa trên ý tưởng cho rằng thị trường sẽ hồi quy ở các tỷ lệ có thể dự báo được, sau đó chúng sẽ tiếp tục dịch chuyển theo xu hướng gốc.
Sự xuất hiện của hồi quy có thể gán cho biến động giá thông thường như được Burton Malkiel, một nhà kinh tế học tại Đại học Princeton đã miêu tả trong cuốn sách A Random Walk Down Wall Street (Bước ngẫu nhiên xuống phố Wall), trong đó ông cho rằng không thể có các dự báo có thể tin cậy được trong các phương pháp phân tích kỹ thuật khi xét một cách tổng thể. Malkiel cho rằng các mức giá của một loại tài sản nào đó thông thường thể hiện các dấu hiệu của bước ngẫu nhiên và không một ai có thể luôn luôn thắng/làm tốt hơn trung bình của thị trường.
Hồi quy Fibonacci được tạo ra bằng cách lấy hai điểm cực trị trên biểu đồ giá và chia khoảng cách theo chiều dọc cho các tỷ lệ Fibonacci cơ bản. 0,0% được coi là khởi đầu của hồi quy, trong khi 100,0% là sự đảo ngược hoàn toàn đối với phần ban đầu của dịch chuyển. Một khi các mức hồi quy cơ bản này được xác định, các đường nằm ngang được vẽ ra và được sử dụng để nhận định về các mức hỗ trợ và kháng cự có thể xảy ra.

## Các tỷ lệ Fibonacci
Các tỷ lệ Fibonacci có các quan hệ toán học, được biểu diễn như là các tỷ lệ suy ra từ dãy Fibonacci.
Các tỷ lệ Fibonacci cơ bản thường được sử dụng là 0; 0,236; 0,382; 0,500; 0,618; 0,764; 0,786 và 1.
{\displaystyle F_{100\%}=\left({\frac {1+{\sqrt {5}}}{2}}\right)^{0}=1\,}
Tỷ lệ Fibonacci cơ bản 0,618 được suy ra bằng cách chia bất kỳ số nào trong dãy Fibonacci cho số liền kề ngay sau nó.
Chẳng hạn: 8/13 là xấp xỉ 0,6154, và 55/89 là xấp xỉ 0,6180.
{\displaystyle F_{61.8\%}=\left({\frac {1+{\sqrt {5}}}{2}}\right)^{-1}\approx 0.618034\,}
Tỷ lệ 0,382 được tìm thấy bằng cách chia bất kỳ số nào trong dãy Fibonacci cho số ở 2 vị trí sau nó.
Ví dụ: 34/89 là xấp xỉ 0,3820.
{\displaystyle F_{38.2\%}=\left({\frac {1+{\sqrt {5}}}{2}}\right)^{-2}\approx 0.381966\,}
Tỷ lệ 0,236 được tìm thấy bằng cách chia bất kỳ số nào trong dãy Fibonacci cho số ở 3 vị trí sau nó.
Ví dụ: 55/233 là xấp xỉ 0,2361.
{\displaystyle F_{23.6\%}=\left({\frac {1+{\sqrt {5}}}{2}}\right)^{-3}\approx 0.236068\,}
Tỷ lệ 0 là:
{\displaystyle F_{0\%}=\left({\frac {1+{\sqrt {5}}}{2}}\right)^{-\infty }=0\,}
Tỷ lệ 0,764 là kết quả của 1 trừ đi 0,236.
{\displaystyle F_{76.4\%}=1-\left({\frac {1+{\sqrt {5}}}{2}}\right)^{-3}\approx 0.763932\,}
Tỷ lệ 0,786 là:
{\displaystyle F_{78.6\%}=\left({\frac {1+{\sqrt {5}}}{2}}\right)^{-{\frac {1}{2}}}\approx 0.786151\,}
Tỷ lệ 0,500 được suy ra từ phép chia số 1 (số thứ hai trong dãy Fibonacci) cho số 2 (số thứ ba trong dãy Fibonacci).
{\displaystyle F_{50\%}={\frac {1}{2}}=0.500000\,}